# Municipio Chiautla (México)
Koordinaten: 19° 33′ 0″ N, 98° 52′ 48″ W
Chiautla ist ein Municipio im mexikanischen Bundesstaat México; es gehört zur Zona Metropolitana del Valle de México, der Metropolregion um Mexiko-Stadt. Der Verwaltungssitz und größte Ort im Municipio ist das gleichnamige Chiautla, weitere größere Orte sind Santiago Chimalpa, Ocopulco, Tepetitlán und San Lucas Huitzilhuacán.
Das Municipio hatte im Jahr 2010 26.191 Einwohner, seine Fläche beträgt 20,7 km².

## Geographie
Chiautla liegt im Osten des Bundesstaates Mexiko, etwa 5 km nördlich von Texcoco de Mora.
Das Municipio Chiautla grenzt an die Municipios Tezoyuca, Acolman, Tepelaoxtoc, Papalotla, Texcoco, Chiconcuac und Atenco.